# Ủy ban Nhân quyền châu Á
Ủy ban Nhân quyền châu Á (tiếng Anh: Asian Human Rights Commission, viết tắt là AHRC) là một cơ quan độc lập, phi chính phủ, tìm cách thúc đẩy nâng cao nhận thức và thực hiện nhân quyền trong khu vực châu Á, cùng nhằm vận động dư luận quần chúng châu Á và quốc tế để có được sự đền bù và khắc phục hậu quả cho các nạn nhân bị vi phạm nhân quyền.
Ủy ban được thành lập năm 1986 bởi một nhóm luật gia và các nhà hoạt động nhân quyền lỗi lạc ở châu Á nhằm phát huy các quyền dân sự, chính trị, cũng như kinh tế, xã hội và văn hóa.
Tổ chức kết nghĩa của Ủy ban này là Trung tâm phương tiện pháp lý châu Á (Asian Legal Resource Centre, viết tắt là ALRC) có cương vị tư vấn tổng quát tại Hội đồng Kinh tế và Xã hội Liên Hợp Quốc. Ủy ban Nhân quyền châu Á và "Trung tâm phương tiện pháp lý châu Á" đều có  trụ sở  ở Hồng Kông.

## Các đợt vận động và các dự án hỗ trợ hiện nay
- Asian Human Rights Charter  Lưu trữ ngày 30 tháng 4 năm 2011 tại Wayback Machine
- Asia Child Rights  Lưu trữ ngày 2 tháng 3 năm 2011 tại Wayback Machine
- Disappearances
- Massacres in Asia  Lưu trữ ngày 30 tháng 4 năm 2011 tại Wayback Machine
- No Torture  Lưu trữ ngày 12 tháng 2 năm 2011 tại Wayback Machine
- Right to Food  Lưu trữ ngày 23 tháng 3 năm 2011 tại Wayback Machine
- WCAR (World Conference Against Racism)
- Protection and Participation (magazine - current (2008) Lưu trữ ngày 24 tháng 7 năm 2011 tại Wayback Machine

## Ủy ban Nhân quyền châu Á và các vấn đề nhân quyền ở châu Á
Ngay trước Ngày Quốc tế các người bị mất tích (International Day of the Disappeared), Ủy ban Nhân quyền châu Á đã xếp hạng Philippines trong 8 quốc gia hàng đầu ở châu Á, nơi mà các vụ mất tích do cưỡng bách (forced disappearances) của các nhà hoạt động không những chỉ tràn lan, mà còn được thực hiện mà không bị trừng phạt. Sri Lanka đứng đầu danh sách (báo cáo đăng trên trang web của ủy ban [www.ahrchk.net]).
Các nhà hoạt động đã tham gia vào khóa học nhân quyền gần đây của Ủy ban trong năm 2007. Ủy ban đã liệt kê các quốc gia khác, nơi xảy ra các vụ mất tích cưỡng bách mà không bị trừng phạt: Pakistan, Indonesia, Bangladesh, Nepal, Thái Lan, Philippines và một số nơi của Ấn Độ.
Hơn nữa, AHRC đã có bằng chứng cho thấy chế độ quân phiệt Myanmar đã sử dụng các băng nhóm dùng hung khí không phải súng để đàn áp người bất đồng chính kiến (các người phản đối giá nhiên liệu).
Ngày 28.9.2007, Ủy ban Nhân quyền châu Á chỉ trích Writ of Amparo and Habeas Data (Lệnh bảo vệ và Truy cập thông tin) của Philippines vì chưa đủ: Mặc dù nó đáp ứng được các lãnh vực thực tế, tuy nhiên vẫn cần phải có thêm hành động vào đây". Các cơ quan lập pháp, Hạ viện và Thượng viện, cũng phải bắt đầu các hành động của mình ngay tức thời, không được chậm trễ. Các cơ quan này phải ban hành các đạo luật bảo đảm việc bảo vệ các quyền – các luật chống tra tấn và mất tích do cưỡng bách và các luật cung cấp các phương tiện pháp lý đầy đủ cho các nạn nhân, do đó Ủy ban phản đối việc Writ of Amparo and Habeas Data đã không bảo vệ các người không là nhân chứng, cho dù họ cũng phải đối mặt với các đe dọa hoặc có nguy cơ bị mất mạng.